# Nikolai Karklin
Nikolai Karklin (* 17. Dezember 1911 in Tamsalu; † 21. August 1999 in Montréal) war ein estnischer Ringer. Er wurde 1938 Vize-Europameister im griechisch-römischen Stil im Halbschwergewicht.

## Leben
Nikolai Karklin wuchs in Kändiv bei Tamsalu auf. Die Grundschule besuchte er in Tamsalu. Nach der Schule wurde er schon mit 15 Jahren Fabrikarbeiter. In dieser Zeit kam er auch zum Ringen. Um in dieser Sportart voranzukommen, ging er nach Tallinn (damals Reval) und trat dem Sportclub Tallinn „Sport“ bei. Er wuchs zu einem athletischen, ca. 95 kg schweren Athleten heran. Sein Pech war jedoch, dass er für die Schwergewichtsklasse, die damals bei 87 kg Körpergewicht begann, zu leicht war, andererseits aber etwa 8 kg abtrainieren musste, wenn er in der Halbschwergewichtsklasse starten wollte, was zu einem großen Substanzverlust führte. Zu estnischen Spitzenklasse gehörte er von 1934 bis 1939. Nach der sowjetischen Okkupation seines Heimatlandes 1940 setzte er seine Ringerkarriere zunächst fort. Nach 1941 sind von ihm aber keine Ergebnisse mehr bekannt. Nikolai Karklin verstarb in Kanada. Wann und wie er dorthin gelangte, ist nicht bekannt.

## Sportliche Laufbahn
1934 wurde Nikolai Karklin erstmals estnischer Meister im griechisch-römischen Ringen im Schwergewicht. Im Endkampf besiegte er dabei Kristjan Palusalu, der 1934 noch Christian Troßmann hieß. Die Niederlage, die Karklin Troßmann im Finale beibrachte, war die letzte Niederlage von Christian Troßmann gegen einen estnischen Ringer. Als Kristjan Palusalu wurde dieser 1936 Doppel-Olympiasieger. Zur Europameisterschaft 1934 in Rom entsandte Estland aus wirtschaftlichen Gründen nur zwei Ringer (Voldemar Väli und August Neo). Nikolai Karklin war nicht dabei.
1935 wurde Nikolai Karklin estnischer Vizemeister im griechisch-römischen Stil im Schwergewicht hinter Kristjan Palusalu und vor Johannes Kotkas.
1936 war er bei der estnischen Meisterschaft nicht am Start. Nach den Olympischen Spielen 1936 in Berlin besiegte er bei einem Turnier in Tallinn den Bronzemedaillen-Gewinner im Schwergewicht Kurt Hornfischer aus Deutschland nach Punkten und belegte hinter Kristjan Palusalu bei diesem Turnier den 2. Platz.
1937 wurde Nikolai Karklin hinter Kristjan Palusalu wieder estnischer Vizemeister im griechisch-römischen Stil im Schwergewicht.
1938 wurde er wiederum estnischer Vizemeister im Schwergewicht in beiden Stilarten, jeweils hinter Johannes Kotkas. Da der estnische Silbermedaillengewinner von den Olympischen Spielen 1936 in Berlin im Halbschwergewicht August Neo 1938 außer Form war, trainierte Nikolai Karklin für die Europameisterschaft im griechisch-römischen Stil, die in Tallinn stattfand, in das Halbschwergewicht ab. Trotz des großen Gewichtsverlustes war er in Tallinn in guter Form. Nach einem Freilos in der 1. Runde besiegte er in der 2. Runde Umberto Silvestri aus Italien, den er nach 18:44 Minuten schulterte (die Kampfzeit betrug damals noch 20 Minuten), dann siegte er über Arnolds Kalnins aus Lettland und Werner Seelenbinder aus Deutschland jeweils mit 3:0 Richterstimmen nach Punkten. Im Endkampf unterlag er dem schwedischen Olympiasieger von 1936 Axel Cadier knapp mit 1:2 Richterstimmen. Er wurde damit Vize-Europameister.
Im November 1938 besiegte Nikolai Karklin bei einem Vergleichskampf seines Vereins gegen LAS Riga Edvīns Bietags, ebenfalls Silbermedaillengewinner von 1936 in Berlin, klar nacht Punkten.
Im März 1939 besiegte Nikolai Karklin bei einem Länderkampf gegen Finnland den finnischen Meister Pekka Mellavuo. Im gleichen Jahr belegte er bei der estnischen Meisterschaft im freien Stil hinter Johannes Kotkas den 2. Platz und bei der estnischen Meisterschaft im griechisch-römischen Stil hinter Johannes Kotkas und Klasen den 3. Platz, jeweils im Schwergewicht.
1940 belegte Nikolai Karklin nach der Eingliederung Estlands in die Sowjetunion bei der sog. „Absoluten Meisterschaft“ der Sowjetunion, bei der die besten sowjetischen Schwer- und Halbschwergewichtsringer startberechtigt waren, unter 14 Teilnehmern hinter Johannes Kotkas, Aaron Honscha, Konstantin Koberidse, Wladimir Matchkaljan und Jakob Kuzenko den 6. Platz.